# Рок Спрингс
Рок Спрингс (на английски: Rock Springs) е град в окръг Суитуотър, щата Уайоминг, САЩ. Рок Спрингс е с население от 18 708 жители (2000) и обща площ от 47,8 km². Намира се на 1947 m надморска височина. ЗИП кодът му е 82901, 82902, 82942, а телефонният му код е 307.